# Cratere Crozier
Crozier è un cratere lunare di 22,51 km situato nella parte sud-orientale della faccia visibile della Luna, lungo il margine sudoccidentale del Mare Fecunditatis. Crozier si trova a est-nord-est del cospicuo cratere Colombo ed a sud-est del piccolo cratere Bellot.
Il bordo di questo cratere è sottile e distorto, e presenta rigonfiamenti nelle zone a nord-ovest, sud-ovest e sud-est. Il pianoro interno è stato ricoperto da una colata di lava basaltica, che è arrivata quasi al livello del bordo. L'interno ha una bassa albedo, simile a quella del vicino mare lunare. Anche i vicini crateri satelliti Crozier D, a est, e Crozier M, a sud-est, sono stati invasi dalla lava.
Il cratere è dedicato all'esploratore irlandese Francis Crozier. 

## Crateri correlati
Alcuni crateri minori situati in prossimità di Crozier sono convenzionalmente identificati, sulle mappe lunari, attraverso una lettera associata al nome.
| Crozier | Coordinate            | Diametro (in km) |
| ------- | --------------------- | ---------------- |
| B       | 12°33′00″S 52°23′24″E | 8,86             |
| D       | 13°27′36″S 51°35′24″E | 19,37            |
| E       | 12°40′12″S 51°57′00″E | 6,03             |
| F       | 12°47′24″S 51°00′00″E | 4,64             |
| G       | 12°01′12″S 49°59′24″E | 4,07             |
| H       | 14°00′36″S 49°22′48″E | 10,52            |
| L       | 10°00′S 51°30′E       | 8,36             |
| M       | 8°50′24″S 51°21′36″E  | 5,92             |